# Bernd Hamm (Soziologe)
Bernd Hamm (* 5. August 1945  in Groß-Gerau; † 19. Juni 2015 in Berlin) war ein deutscher Soziologe und Professor.

## Leben

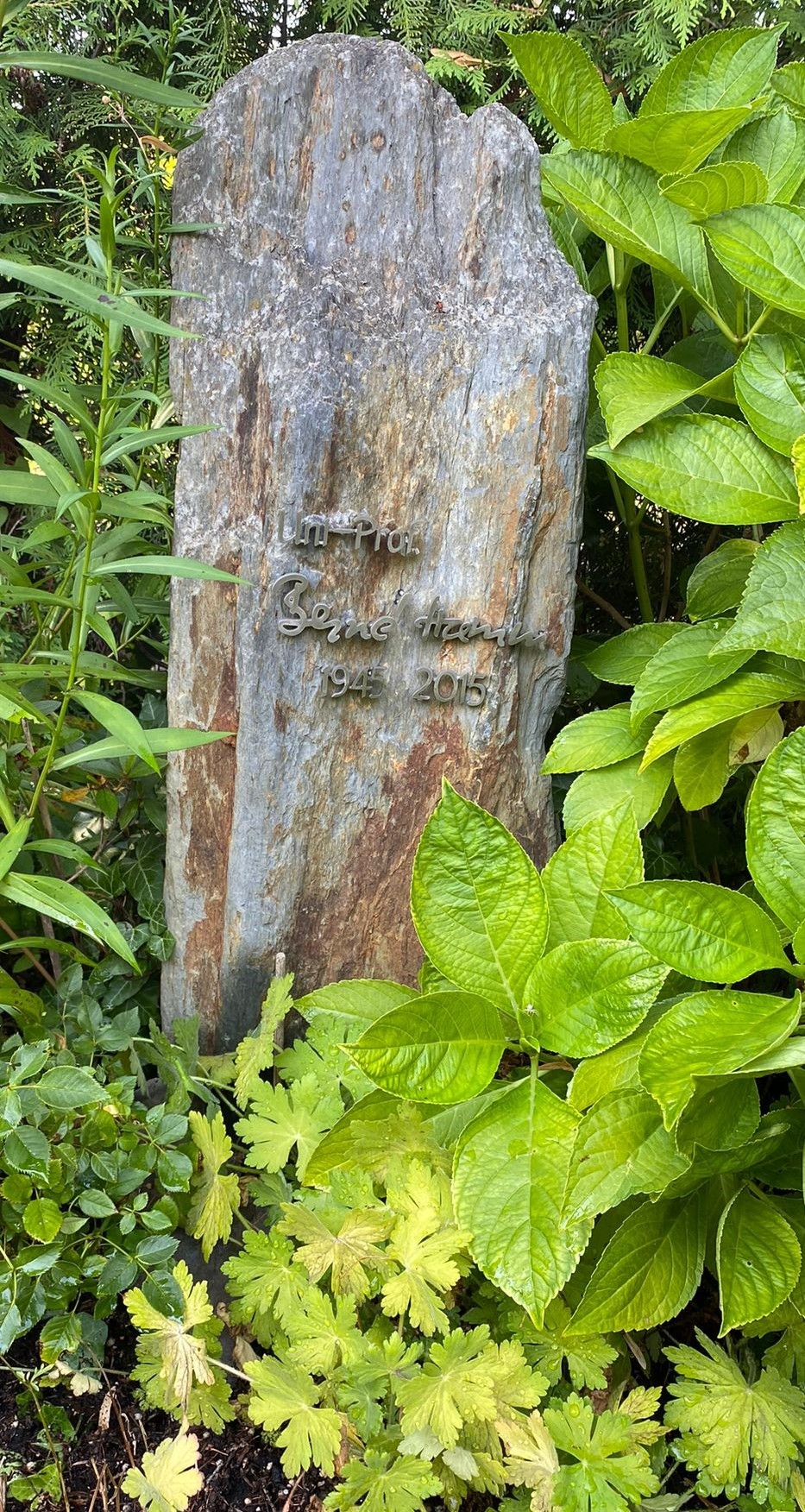
Grabstätte auf dem Waldfriedhof Grünau

Nach Volksschule und Gymnasium (1955 bis 1961) und Lehre als Schriftsetzer in Rüsselsheim (1961 bis 1964) mit anschließender Berufstätigkeit, erarbeitete er sich in Fernkursen und Abendgymnasium (1967 bis 1969) das Abitur.  Von 1969 bis 1974 studierte Hamm an der Universität Bern Soziologie, Volks- und Betriebswirtschaftslehre sowie öffentliches Recht, das er 1975 mit der 
Promotion (m.c.m.) zum Dr. rer. pol. abschloss.
1974 bis 1978 leitete Hamm ein Planungsbüro und war soziologischer Berater des Stadtplanungsamtes Bern. 1977 wurde er auf die Professur für Siedlungs-, Umwelt- und Planungssoziologie der Universität Trier berufen. 2008 ging er aus Protest gegen die Bologna-Studienreform vorzeitig in den Ruhestand. 
Er war Mitglied des Sonderforschungsbereichs Umwelt und Region, 1983 bis 1995 Vorsitzender des Fachausschusses Sozialwissenschaften der Deutschen UNESCO-Kommission, ferner Mitglied der deutschen Delegation bei den Generalkonferenzen und Mitglied des Expert Committee on Global Problems and Future-Oriented Studies, in dessen Rahmen er sich an Pilotprojekten unter anderem in Brasilien, Marokko, Thailand beteiligte, um Themen zu globalen Problemen in Hochschul-Curricula einzubauen. Außerdem war er Mitglied der International Sociological Association und der World Futures Studies Federation. 1991 war er Gründer und Geschäftsführer des Zentrums für europäische Studien der Universität Trier mit den Schwerpunkten Nachhaltigkeit, Osteuropa, Entwicklung eines Studium integrale. 1992 hatte er den Jean-Monnet-Lehrstuhl, 1993 die UNESCO-Professur für Europa in globaler Perspektive inne. Darüber hinaus nahm er zahlreiche Gastprofessuren und Lehraufträge im In- und Ausland wahr.
1995 verlieh ihm die Wirtschaftsuniversität Kattowitz (Polen) den Ehrendoktor. Hamm lebte seit 2012 in Berlin. Dort verstarb er im Alter von 69 Jahren und wurde auf dem Waldfriedhof Grünau beigesetzt.

## Schriften (Auswahl)
- 1977: Die Organisation der städtischen Umwelt. Ein Beitrag zur sozialökologischen Theorie der Stadt. Huber, Stuttgart 1977, ISBN 3-719305481.
- 1982: Einführung in die Siedlungssoziologie. Beck, München 1982, ISBN 3-406087035.
- 2004: Gesellschaft zerstören. Der neoliberale Anschlag auf Demokratie und soziale Gerechtigkeit. Hrsg. von Bernd Hamm. Homilius, Berlin 2004, ISBN 3-897066009.
- 2006: Die soziale Struktur der Globalisierung. Ökologie, Ökonomie, Gesellschaft. Homilius, Berlin 2006, ISBN 3-897066033.
- 2011: Umweltkatastrophen. Metropolis Verlag, Marburg 2011, ISBN 978-3-895188794.
- 2011: Kulturimperialismus. Aufsätze zur politischen Ökonomie kultureller Herrschaft. Hrsg. von Bernd Hamm & Russel Smandych. Homilius, Berlin 2011, ISBN 3-897066041.
- 2014: Das Ende der Demokratie – wie wir sie kennen archive.orgPDF